# Barreiras

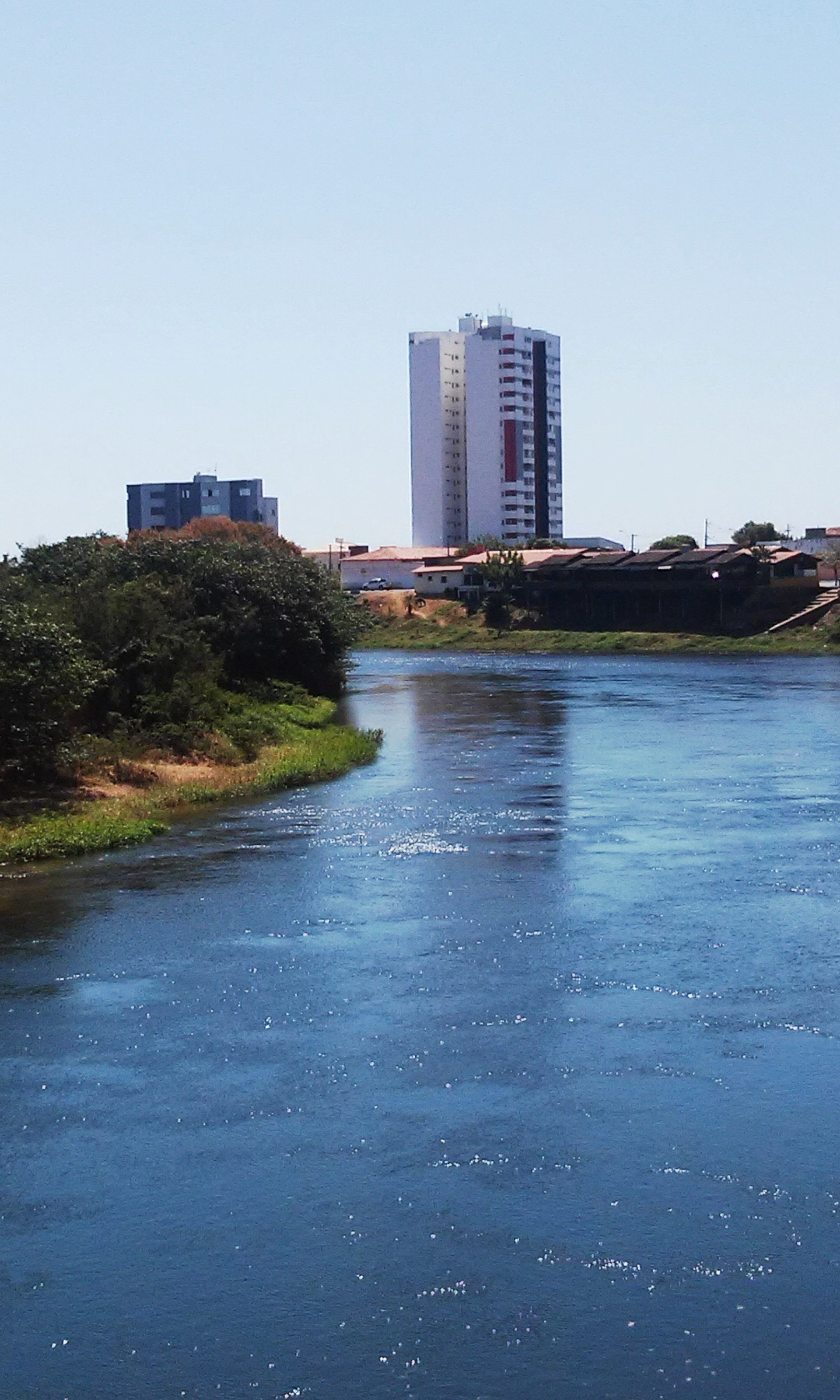
Barreiras

Barreiras este un oraș în unitatea federativă Bahia (BA) din Brazilia.